# Chiqui Mattson
Eva Christina Chiqui Mattson, född 8 april 1947 i Föglö, är en finländsk textilkonstnär. 
Mattson växte upp på Åland och började som 18-åring som praktikant hos Astrid Sampe vid Nordiska kompaniets textilkammare. Hon sökte sig 1966 till Konstfack men Sampe som redan upptäckt hennes förmåga ville att hon skulle fortsätta vid företaget. Detta ledde till att hon istället för studier blev fast anställd vid NK. Sampe blev istället hennes läromästare och hon kom under fem års tid att arbeta tätt ihop med Sampe. Mattson blev tidigt ett känt namn i Sverige, som designer vid NK. Efter läroåren på NK arbetade hon tre år för Louise Carling och Monica Widlund vid Designstudion AB. Hon etablerade därefter det egna företaget Chiqui Mattsson 1973 med ateljéer både i Stockholm och på Åland. Dessutom arbetade hon på frilansbasis som formgivare för Almedahls, Nordiska fjäder, Strömma, Borås Wäfveri, Duro och Duni samt textilföretag i Norge, Frankrike, Italien, England och USA. Hennes mönster blev extra populära på den Japanska marknaden vilket ledde till ett långvarig samarbete med det japanska företaget Itoman & Co. I sina textilarbeten använder hon ofta starka färger för att ge vardagsmiljön ett visuellt lyft. Hon har formgivit tygklassiker såsom Nippon (1967), Engelsk konfekt (1973, för Kooperativa Förbundet) och Högtryck (1968). Hon har tilldelats en rad priser, bland annat det statusfyllda Kasthallpriset 1993.
Mattson är representerad vid Nationalmuseum och Designarkivet i Nybro.